# Riccio ceco

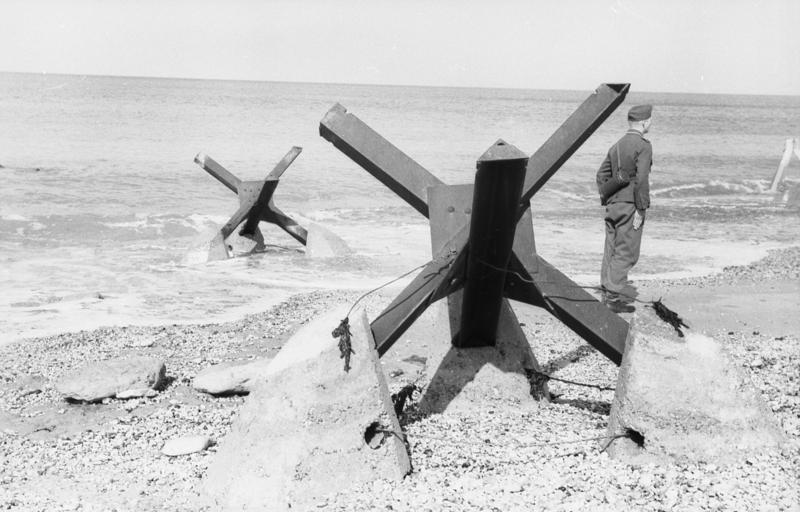
Riccio ceco tedesco a difesa della spiaggia di Calais (FR).

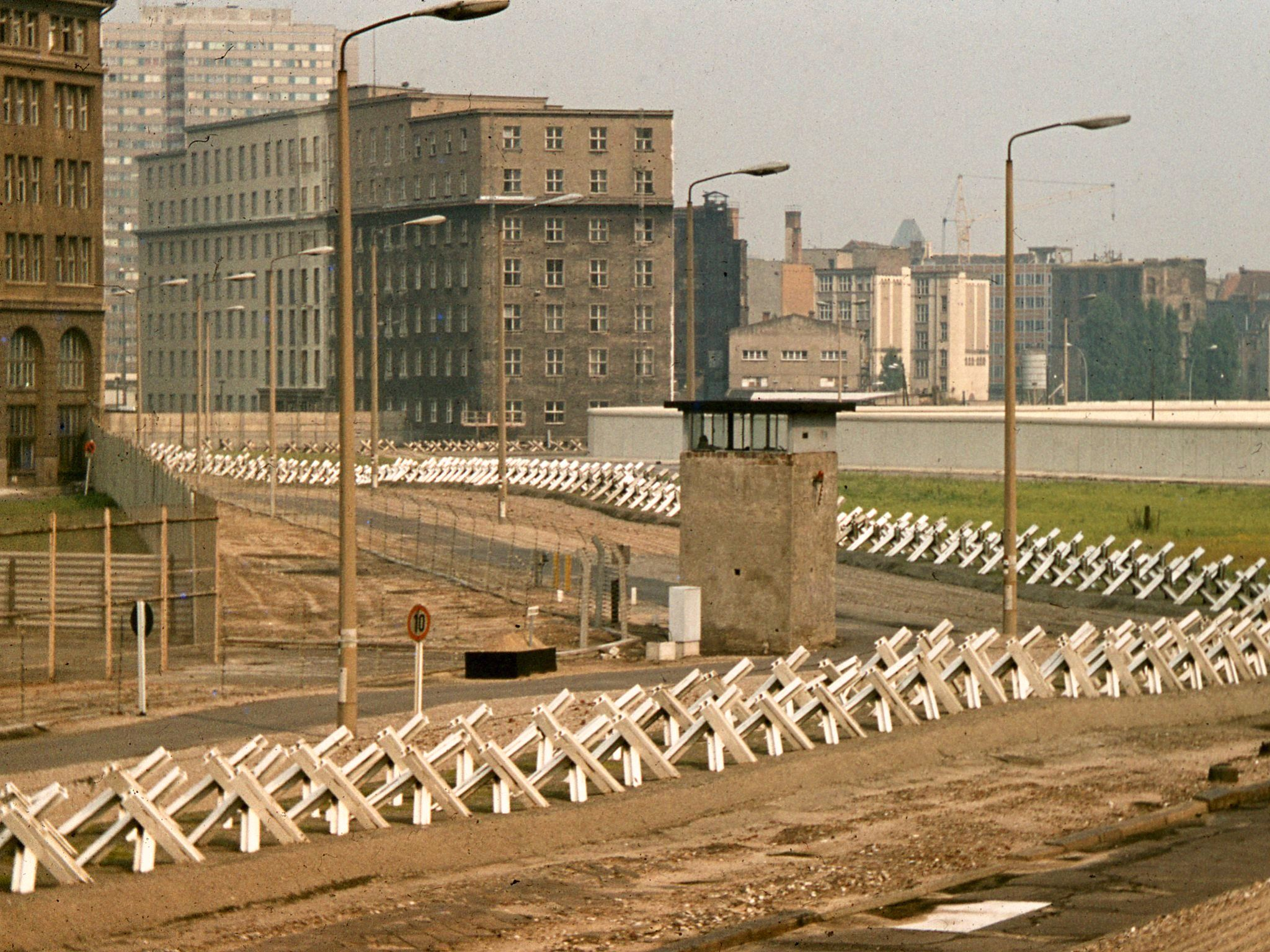
Difesa del Muro di Berlino nel 1977 con ricci cechi e una torre di guardia.

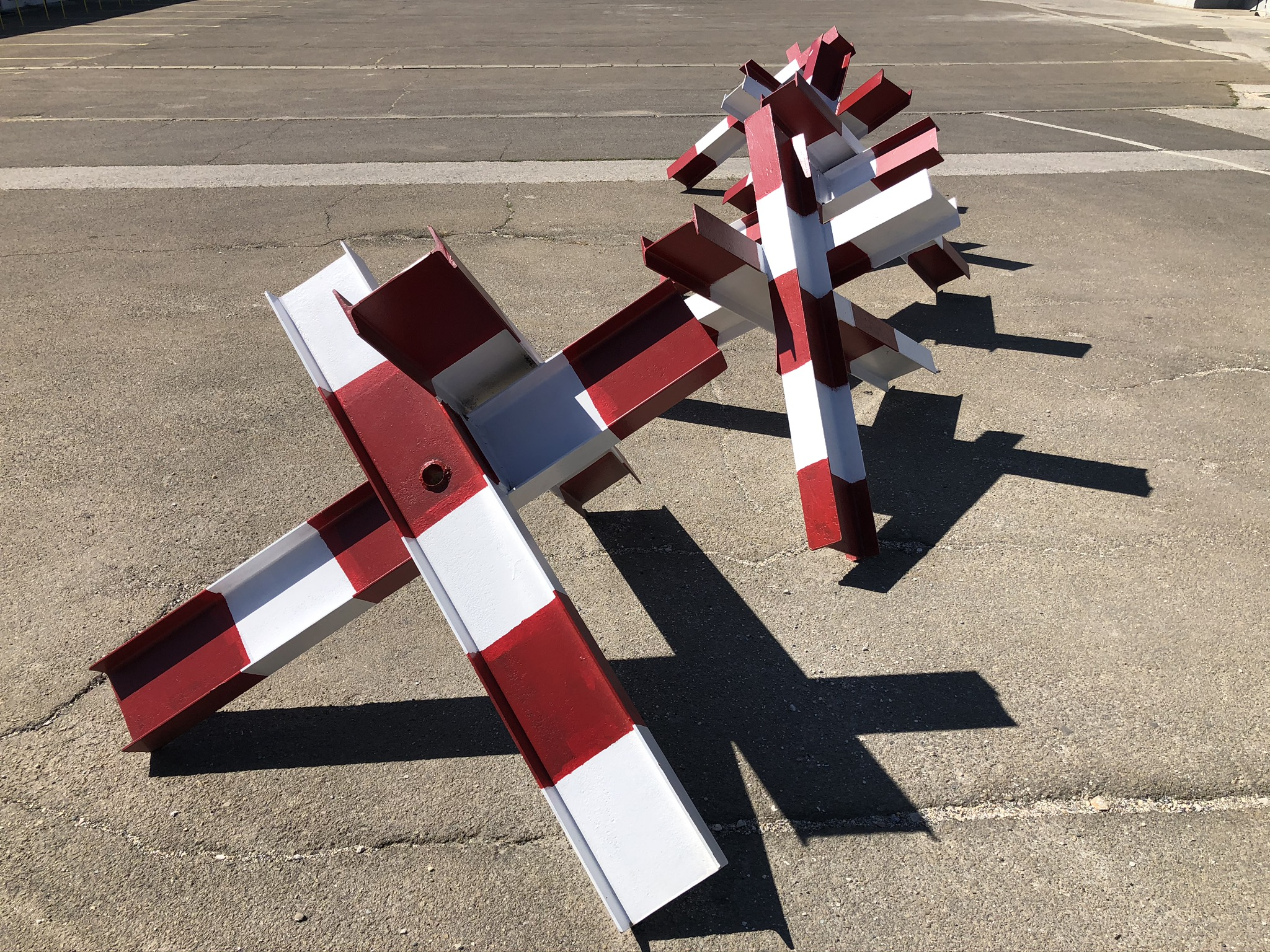
Moderni cavalli di Frisia nella base della MSU in Kosovo.

Un riccio ceco è un moderno cavallo di Frisia utilizzato durante la seconda guerra mondiale da diversi eserciti.

## Toponimo
Si tratta di quello che in inglese e tedesco è noto come "porcospino ceco", poiché utilizzato per la prima volta alla vigilia della guerra dalla Cecoslovacchia a difesa del confine con la Germania nazista in funzione anticarro.

## Descrizione
Esso è solitamente formato da tre assi di metallo (putrelle, talvolta anche rotaie ferroviarie o materiali di risulta) saldati insieme in modo da formare una figura a sei piedi.
I ricci cechi sono di solito costituiti da tre travi in acciaio di circa 1,5 – 2 m di lunghezza saldate insieme. In alcuni casi solo due travi sono saldate mentre la terza viene bullonata sul posto in modo da favorirne il trasporto. Possono anche essere provvisti di occhielli per agganciarvi del filo spinato. Per il fatto di poter essere realizzati con una grande varietà di materiali, essi si prestano bene alla fabbricazione improvvisata sul posto.

## Utilizzo
Si sono mostrati estremamente efficaci come ostacoli anticarro, per la loro semplicità di realizzazione, per la mobilità, e per la caratteristica di continuare a fungere da ostacolo anche se ruotati o se capovolti, ad esempio se smossi da un'esplosione. Sono stati massicciamente usati lungo le coste della Normandia e per tutto il Vallo Atlantico, a difesa delle città dell'Unione Sovietica dall'avanzata della Wehrmacht, per gli sbarramenti stradali del Vallo Alpino in Italia e più recentemente lungo il Muro di Berlino. I ricci cechi si sono rivelati particolarmente efficaci negli scenari di guerra urbani, dove anche un solo pezzo può essere sufficiente a bloccare una strada.